# Strada statale 287 di Noto
La strada statale 287 di Noto (SS 287) è una strada statale italiana della Sicilia che prende il nome dall'omonimo comune attraversato.

## Descrizione
La strada ha origine alle porte di Palazzolo Acreide, distaccandosi dalla strada statale 124 Siracusana. Il tracciato prosegue in direzione sud-est, superando il bivio per Canicattini Bagni e quello per Avola, giungendo infine a Noto dove termina all'ingresso nord della città; originariamente proseguiva fino al bivio con la strada statale 115 Sud Occidentale Sicula che era situato all'inizio di Via Roma.

### Tabella percorso
| di Noto |                       |      |           |
| Tipo    | Indicazione           | ↓km↓ | Provincia |
|         | Siracusana            | 0,0  | SR        |
|         | per Canicattini Bagni | 9,3  | SR        |
|         | per Testa dell'Acqua  | 10,3 | SR        |
|         | per Avola Antica      | 14,1 | SR        |
|         | Villa Vela            | 15,8 | SR        |
|         | per Noto Antica       | 16,5 | SR        |
|         | San Corrado di Fuori  | 21,7 | SR        |
|         | Noto                  | 24,1 | SR        |